# Berg, Gävle kommun
För byn i Hamrånge socken, se Bergby, 
För andra betydelser, se Berg (olika betydelser).  
Berg är en tätort i Hedesunda socken, Gävle kommun. Byn är känd i skriftliga källor sedan 1541. Då kallades den för Bärg. I Berg har man gjort rikliga gravfynd av silver- och bronsföremål från järnåldern.

## Befolkningsutveckling
| Befolkningsutvecklingen i Berg 1990–2020                               | Befolkningsutvecklingen i Berg 1990–2020 | Befolkningsutvecklingen i Berg 1990–2020 | Befolkningsutvecklingen i Berg 1990–2020 | Befolkningsutvecklingen i Berg 1990–2020 |
| ---------------------------------------------------------------------- | ---------------------------------------- | ---------------------------------------- | ---------------------------------------- | ---------------------------------------- |
|                                                                        |                                          |                                          |                                          |                                          |
| År                                                                     |                                          |                                          | Folkmängd                                | Areal (ha)                               |
| 1990                                                                   | 1990                                     |                                          | 197                                      | 44#                                      |
| 1995                                                                   | 1995                                     |                                          | 228                                      | 51                                       |
| 2000                                                                   | 2000                                     |                                          | 231                                      | 51                                       |
| 2005                                                                   | 2005                                     |                                          | 215                                      | 51                                       |
| 2010                                                                   | 2010                                     |                                          | 213                                      | 50                                       |
| 2015                                                                   | 2015                                     |                                          | 324                                      | 118                                      |
| 2020                                                                   | 2020                                     |                                          | 301                                      | 118                                      |
| Anm.: Ny tätort 1995. 2015 sammanvuxen med småorten Ölbo # Som småort. |                                          |                                          |                                          |                                          |

År 1990 klassificerade SCB orten som småort med namnet Berg + Bäck.